# Червен фантом
Червеният фантом (Hyphessobrycon sweglesi) е вид тропическа сладководна риба от семейство Харациди, която живее във водосборния басейн на река Ориноко в Южна Америка.

## Описание
Тези риби имат кръгло черно петно разположено точно зад техните хриле. Гръбните им перки са отчасти оцветени в черно, а останалите са червени.

## Хранене
Червеният фантом се храни с червеи, малки насекоми и ракообразни.